# Красенін
Красенін (пол. Krasienin) — село в Польщі, у гміні Нємце Люблінського повіту Люблінського воєводства.
Населення — 308 осіб (2011).

## Демографія
Демографічна структура станом на 31 березня 2011 року:
|          | Загалом | Допрацездатний вік | Працездатний вік | Постпрацездатний вік |
| -------- | ------- | ------------------ | ---------------- | -------------------- |
| Чоловіки | 149     | 38                 | 94               | 17                   |
| Жінки    | 159     | 41                 | 85               | 33                   |
| Разом    | 308     | 79                 | 179              | 50                   |